# Dendronephthya hemprichi
Dendronephthya hemprichi es un coral blando común que se encuentra desde el Mar Rojo hasta el Pacífico Occidental. Por lo general, es de color rosa o naranja con un tronco transparente y puede crecer hasta 70 cm.

Existen a una latitud de 30° N. La unidad más pequeña de este coral, como todos los demás corales, es un pólipo. Esta especie particular de Dendronephthya tiene la capacidad de reproducirse sexual y asexualmente a través del desove en masa y la propagación clonal, respectivamente.

## Comportamiento reproductivo
D. hemprichi es gonocórico – sexualmente binario – con colonias que liberan huevos o esperma. Como especie desovadora, en términos de habilidad reproductiva sexual, participa en eventos de desove masivo en los que el coral libera sus gametos (huevos o esperma) en el agua donde se fertilizan. El huevo fertilizado se convierte en un embrión y se desarrolla aún más en larvas de coral, llamadas planulas.
Generalmente, los arrecifes de coral se encuentran entre 30° S y 30° N de latitud. A 30°N de latitud, D. hemprichi es diferente a la mayoría de los corales blandos en latitudes altas que participan en eventos de desove anuales. En cambio, sigue un patrón de desove diurno en el que los gametos se liberan todos los días.
La expansión de los pólipos facilita la liberación de gametos. A su vez, los pólipos se expanden y contraen en respuesta a las tasas de flujo de las corrientes de agua. Dado que D. hemprichi se encuentra en una región con fuertes corrientes de agua, sus pólipos se han adaptado para expandirse y liberar gametos solo cuando la tasa de flujo de agua está entre 3–25 cm/s. Para aumentar la probabilidad de reproducción exitosa, esta especie ancla el huevo en la boca de los pólipos con un hilo de moco durante un corto período de tiempo para que los espermatozoides liberados por colonias masculinas en el área puedan fertilizar el huevo.
Además de sus capacidades reproductivas sexuales, esta especie de Dendronephthya también es capaz de reproducirse asexualmente mediante el proceso de propagación clonal. Este método de reproducción facilita la rápida agregación de biomasa para permitir que D. hemprichi domine un entorno zooxantelado a pesar de ser un organismo azooxantelado.
En el proceso de fragmentación, un pequeño trozo, de 2–5 mm de longitud, compuesto por unos pocos pólipos, se desprende de la colonia madre en un proceso que dura aproximadamente 20 horas. Sin embargo, una colonia madre puede tener cientos de fragmentos que se desprenden simultáneamente. Estos fragmentos tienen procesos similares a raíces en su base para permitir la fijación a diferentes superficies. Debido a la orientación unipolar de estas raíces, así como a la flotabilidad negativa de los fragmentos que los hace hundirse, se adhieren más comúnmente a las superficies superiores de los sustratos horizontales, así como a las superficies verticales, aunque en menor medida. Muchas de las superficies verticales son sustratos artificiales de los muelles petroleros ubicados cerca de Eilat.
A pesar de que más fragmentos se adhieren a superficies horizontales, en última instancia, las poblaciones de coral en las superficies verticales artificiales tienen una mayor tasa de supervivencia. Esto se debe a la mayor susceptibilidad del coral vertical a las corrientes de agua fuertes prevalentes que transportan fitoplancton, el suministro nutricional de este coral blando azooxantelado.

## Ecología

### Herbivoría
less
Copy code
D. hemprichi ingiere fitoplancton mediante el proceso de alimentación por filtración de suspensión pasiva. La anatomía de cada pólipo juega un papel en la optimización de la capacidad del coral para filtrar nutrientes. Como octocoral, cada pólipo contiene ocho tentáculos con pinnulas que recubren los tentáculos, aumentando así la superficie para maximizar la filtración. El uso de fitoplancton por parte de esta especie como su principal fuente de energía se determinó mediante microscopía de fluorescencia, medición de los niveles de feopigmentos y observación de la acumulación de fitoplancton en el intestino de D. hemprichi inanicionado. Como catabolitos de fitoplancton, los feopigmentos se utilizan para medir la cantidad de fitoplancton digerido por el coral. La microscopía de fluorescencia verifica la presencia del fitoplancton, mientras que la acumulación de fitoplancton en D. hemprichi inanicionado y los niveles crecientes de feopigmentos determinan que el fitoplancton está siendo consumido y digerido. Además, la disminución de las concentraciones de fitoplancton en las corrientes de agua aguas abajo de las colonias de D. hemprichi también respalda la vía energética que designa al fitoplancton como la principal fuente de energía para D. hemprichi.

### Nicho
D. hemprichi se encuentra en pendientes pronunciadas entre 1 y 32 metros de la zona bentónica en el Mar Rojo. Esta profundidad es propensa a fuertes corrientes generadas por el viento en la superficie del agua. Además, otra especie de Dendronephthya – D. sinaiensis – también existe entre 11 y 32 m. En este caso, D. sinaiensis tiene pinnulas más largas y densas que limitan su consumo a fitoplancton más pequeño. Además, D. hemprichi tiene escleritos más grandes que forman su exoesqueleto, lo que hace que sea menos flexible en su comportamiento. Las diferencias en el tamaño de las pinnulas y los escleritos de estas dos especies respaldan la teoría de la partición de nichos de Gause.

## Impacto humano
csharp
Copy code
Los arrecifes de coral de Eilat albergan una gran cantidad de buceadores, que van desde científicos hasta novatos en busca de emociones. Además, también hay muchos muelles petroleros frente a la costa de la ciudad. La presión del buceo y el comportamiento de las industrias perturban el hábitat local a través de disturbios provocados por el hombre. Algunas de estas alteraciones incluyen la rotura y el daño de los corales, en gran parte debido al contacto de las aletas con el arrecife. Además, la zona bentónica y los corales ramificados, 2 categorías bajo las cuales se clasifica D. hemprichi, tienen una tasa aumentada de daño por buceo recreativo en comparación con los corales que habitan en zonas más profundas. En un esfuerzo por disminuir la presión del buceo en los arrecifes naturales, se construyeron arrecifes artificiales con D. hemprichi, erizos de mar y otra especie de coral – Stylophora pistillata – para determinar su capacidad para atraer buceadores, así como para apoyar la fauna local. A diferencia de su nicho habitual en protuberancias verticales o en la parte superior de sustratos horizontales, D. hemprichi se ha adherido a la superficie inferior de las placas horizontales que forman el andamio del arrecife artificial. Esto se debe a que S. pistillata compite con D. hemprichi por la superficie superior de los sustratos horizontales, ya que el zooxantelado de S. pistillata requiere luz para la fotosíntesis, mientras que D. hemprichi azooxantelado puede existir sin ella. Por lo tanto, al vivir en la superficie inferior de los sustratos horizontales, D. hemprichi puede evitar el crecimiento de algas y la sedimentación también. La identificación de nichos óptimos para D. hemprichi permite futuros trasplantes de coral a arrecifes artificiales para remediar el impacto humano.